# Новосибирская улица (Москва)
Новосиби́рская у́лица — улица, расположенная в Восточном административном округе города Москвы на территории района Гольяново.

## История
Улица получила своё название 18 сентября 1985 года по городу Новосибирск в связи с расположением на востоке Москвы. На улице расположены 2 школы (Гимназия 1516 и школа 1352), ГБУ ТЦСО Восточное Измайлово по району Гольяново, Школа олимпийского резерва 56, студия красоты «LEMON».

## Расположение
Новосибирская улица проходит от Щёлковского шоссе на север до Байкальской улицы. Нумерация начинается от Щёлковского шоссе.

## Примечательные здания и сооружения
По нечётной стороне:
По чётной стороне:

## Транспорт

### Наземный транспорт
По Новосибирской улице маршруты наземного общественного городского транспорта не проходят. У южного конца улицы, на Щёлковском шоссе, расположена остановка «Новосибирская улица» автобусов т32, т41, т83, 68, 133, 716, 716к, 735, 760, 760к, 833, у северного, на Байкальской улице, — остановки «Гольяново» и «Детская стоматологическая поликлиника № 38» автобусов 3, 68, 171.

### Метро
- Станция метро «Щёлковская» Арбатско-Покровской линии — юго-западнее улицы, на пересечении Щёлковского шоссе с Уральской и 9-й Парковой улицами